# Postcards from Texas
Postcards from Texas — десятый студийный альбом американской кантри-певицы и автора-исполнителя Миранды Ламберт, изданный 13 сентября 2024 года в рамках сотрудничества между Vanner Records, Republic и Big Loud. Его ведущий сингл, «Wranglers», был выпущен 3 мая 2024 года.

## История
Ламберт объявила треклист альбома Postcards from Texas 24 июля 2024 года через Instagram. Назвав альбом музыкальной одой родному штату, Ламберт выступила сопродюсером альбома вместе с Джоном Рэндаллом и записала его в студии Arlyn Studios в Остине, штат Техас. Ламберт написала или стала соавтором 10 из 14 треков альбома. В песне «Santa Fe» звучит гостевой вокал Паркера Макколлума, а песня «Living on the Run» была первоначально записана её автором Дэвидом Алланом Коу для его альбома 1976 года Longhaired Redneck.
Песня «Wranglers» была выпущена в качестве лид-сингла альбома 3 мая 2024 года. Она стала первым синглом Ламберт после её ухода с давнего лейбла Sony Music Nashville и последующего подписания нового совместного контракта с Republic Records и Big Loud. Она описала этот шаг как «новый старт» и выразила радость по поводу записи полноценного альбома в Техасе впервые со времён её независимого альбома с собственным названием, который вышел, когда Ламберт было 18 лет.
Песни «Dammit Randy» и «Alimony» были выпущены в качестве промо-синглов в преддверии альбома. Ламберт написала «Dammit Randy» в соавторстве со своим мужем Бренданом Маклафлином, что стало его первым авторством. Песня «Alimony» была выпущена одновременно с анонсом альбома 24 июля 2024 года и вдохновлена тем, что её родители часто вели дела о разводах, будучи частными детективами в Далласе, штат Техас. Описанная как «шаффл», Ламберт написала песню в соавторстве с Натали Хемби и Шейном Маканалли, основываясь на фразе «Remember the Alamo». «No Man’s Land» была выпущена в качестве третьего и последнего промо-сингла в августе.

## Отзывы
| Оценки критиков | Оценки критиков |
| Источник        | Оценка          |
| --------------- | --------------- |
| AllMusic        | [ 11 ]          |

Альбом получил положительные отзывы музыкальной критики и вошёл в итоговые списки лучших альбомов 2024 года, составленные журналами Billboard и Rolling Stone.
Марси Донельсон из AllMusic написал в рецензии, что «Умеренность — вот что главное в откровенном Postcards from Texas, первом альбоме Миранды Ламберт, который был полностью записан в её родном штате со времён её одноимённого дебюта. (Это также её первый альбом для Big Loud и Republic Records после почти двух десятилетий работы с Sony). Это альбом в стиле „back-porch-on-Sunday“, в котором даже самые мощные и бурные песни — такие как „Bitch on the Sauce (Just Drunk)“, „Wranglers“ или хонки-тонкер „Alimony“ — звучат мягко на фоне неспешных рифм вроде „armadillo“ и „Amarillo“, „Looking Back on Luckenbach“ и каламбурных оборотов вроде „Remember the Alimo-ny“. Ламберт и Джон Рэндалл выступили сопродюсерами, а к возвращению домой привлекли множество коллабораторов, включая партнёра по дуэту Паркера Макколлума („Santa Fe“), бэк-вокалистку Эшли Монро („January Heart“) и мужа Ламберт, Брендана МакЛафлина, который впервые стал автором песни („Dammit Randy“). Щедрый 14-песенный сет завершается представительным кавером на песню Дэвида Аллана Коу „Living on the Run“, в котором Ламберт „полюбила меня женщина в Теннесси“ (вместо „убила“)».

### Итоговые списки
Джон Долан из Rolling Stone написал, что «альбом Ламберт Postcards From Texas — это прямолинейная, счастливая домашняя пластинка, с гордостью любящая традиции, и в то же время весёлая и искренняя, как и следовало ожидать от одного из самых свободных духом кантри. От игривой „Bitch on the Sauce“ до мягкого кантри-рока семидесятых в милой „Way Too Good at Breaking My Heart“ и сумрачной акустической баллады „No Man’s Land“ — пластинка полна ярких моментов, но самые запоминающиеся моменты — это винтажные птицеподобные, трэш-токинг-бангеры Ламберт. Зацените „Alimony“, одну из самых смешных песен в её жизни, и „Dammit Randy“, тщательно проработанную выволочку благодарного бывшего».
| Публикация    | Ранг | Список                             |
| ------------- | ---- | ---------------------------------- |
| Billboard     | 9    | The 10 Best Country Albums of 2024 |
| Rolling Stone | 23   | The 30 Best Country Albums of 2024 |

## Список композиций
| №                   | Название                                    | Автор(ы)                                           | Длительность |
| ------------------- | ------------------------------------------- | -------------------------------------------------- | ------------ |
| 1.                  | «Armadillo»                                 | Jon Decious Aaron Raitiere Park Twomey             | 2:16         |
| 2.                  | «Dammit Randy»                              | Miranda Lambert Brendan McLoughlin Jon Randall     | 2:59         |
| 3.                  | «Looking Back on Luckenbach»                | Lambert Natalie Hemby Shane McAnally               | 3:15         |
| 4.                  | «Santa Fe» (при участии Паркера Макколлума) | Lambert Dean Dillon Jessie Jo Dillon Jesse Frasure | 3:03         |
| 5.                  | «January Heart»                             | Brent Cobb Neil Medley                             | 4:13         |
| 6.                  | «Wranglers» (Extended)                      | Ryan Carpenter Audra Mae Evan McKeever             | 3:13         |
| 7.                  | «Run»                                       | Lambert                                            | 2:43         |
| 8.                  | «Alimony»                                   | Lambert Hemby McAnally                             | 3:15         |
| 9.                  | «I Hate Love Songs»                         | Lambert Jack Ingram Randall                        | 3:35         |
| 10.                 | «No Man's Land»                             | Lambert Luke Dick                                  | 3:43         |
| 11.                 | «Bitch on the Sauce (Just Drunk)»           | Lambert Jaren Johnston                             | 2:38         |
| 12.                 | «Way Too Good at Breaking My Heart»         | Lambert Jenee Fleenor Frasure Randall              | 3:30         |
| 13.                 | «Wildfire»                                  | Lambert Ingram Randall                             | 3:31         |
| 14.                 | «Living on the Run»                         | David Allan Coe Jimmy L. Howard                    | 3:30         |
| Общая длительность: | Общая длительность:                         | Общая длительность:                                | 45:24        |

## Чарты

### Еженедельные чарты
| Чарт (2024)                              | Высшая позиция |
| ---------------------------------------- | -------------- |
| Шотландия (Scottish Albums Chart)        | 59             |
| Швейцария (Schweizer Hitparade)          | 90             |
| Великобритания (UK Digital Albums Chart) | 10             |
| Великобритания (UK Country Albums Chart) | 4              |
| США (Billboard 200)                      | 21             |
| США (Billboard Top Country Albums)       | 8              |